# Litsea seemannii
Litsea seemannii är en lagerväxtart som först beskrevs av Carl Daniel Friedrich Meisner, och fick sitt nu gällande namn av Benth. & Hook. f. och Emmanuel Drake del Castillo. Litsea seemannii ingår i släktet Litsea och familjen lagerväxter. Inga underarter finns listade i Catalogue of Life.